# Joan Olivas i Coll
Joan Olivas i Coll (Banyoles, 15 d'agost de 1925 - 6 de maig de 2023) fou un actor i cinèfil banyolí encara que professionalment va treballar des de l'u de desembre de 1949 a l'agost de 1985, a la sucursal banyolina del Banco Hispano Americano. Era cosí del músic Martirià Font i Coll.

## Biografia[2]
Fill de Cal Cisteller del carrer Major de Banyoles, El seu pare era Francesc Olivas i Nierga, d’ofici cisteller; i la seva mare Caterina Coll i Tubert, que va treballar durant una bona temporada al balneari de la Puda. Van tenir dos fills més: la Dolors i en Xavier.
Va estudiar al col·legi dels Germans Gabrielistes, però durant la Guerra Civil va anar a l’escola de Francesc Macià, situada al carrer de la Muralla, era una escola del CENU (Consell de l'Escola Nova Unificada de la Generalitat de Catalunya). Més endavant, va anar a classes particulars amb el senyor Miquel Parnau i Casadevall i comptabilitat mercantil, literatura i francès per correspondència.Un cop va aprovar el curs de comptabilitat va entrar a treballar a la sucursal del banc.
Es va casar el 23 de juny de 1958 amb l’arbucienca Roser Recarens i Teixidor, perruquera; van tenir dos fills: Xavier i Montserrat.
El 1959 va cofundar el Cinema Club Banyoles. Durant molts anys, s'ha dedicat a la crítica cinematogràfica a les revistes "Horizontes" i "Revista de Banyoles". També ha col·laborat en programes dedicats al cinema a la primera Ràdio Banyoles i a l’actual, com "Filmoteca musical", o "Pantalla desplegable”, i a Televisió Banyoles amb "Set de 4”.
El 1960 va ser el cap de redacció de la Revista Banyoles i va estar més de 35 anys, aconseguint la supervivència i catalanització de la revista. A més, ha escrit articles a les revistes locals les revistes locals: “Horizontes”, “Revista de Banyoles”, “Els Colors”, “El Mirador”, “Les Garrotxes”, o al Cartipàs de Festa Major.
El 31 de gener de 2020 va fer donació del seu arxiu personal a la ciutat de Banyoles.

## Obra
- Martirià Font i Coll, 75 Anys, Barcelona, Foment de la Sardana de Banyoles. 1988.
- El teatre a Banyoles dels inicis al 2005, Banyoles, Ajuntament de Banyoles, 2011[5]
- El cinema a Banyoles, Banyoles, Quaderns de Banyoles, 2013.

### Obres de teatre
- Els ben trobats.
- Salsa Picant.
- Can Felip 1746,
- Dotze jubilats sense pietat.
- Els fiscornaires (Una família de músics).

## Filmografia
Com a actor ha participat en:
- La sèrie televisiva: Els misteris de Vilaür
- Programa de TV3: Operació sortida, on feia d’un conductor que surt de vacances amb la seva esposa.
- Curtmetratge: La sempiterna esperança.
- Curtmetratge: Molt fràgil
- Curtmetratge: El monstruo de Banyoles
- En el film: Lysistrata de Francesc Bellmunt.
- Una brossa a l’ull
- Pare i fill

## Premis i reconeixements[6]
- L'any 1993 va ser pregoner de les festes de Sant Martirià.
- El 1994 homenatjat pel Rotary Club de Banyoles.
- L'any 2007 va rebre el premi de la Flama de la Llengua.
- El 2009 va ser reconegut amb el premi a la trajectòria personal a la primera edició dels premis Banyolí de l'Any, que convoca l'Ajuntament de Banyoles.
- El 2012 va rebre la Medalla d'Or de la Ciutat de Banyoles.[7]